# Miss France 2007
Miss France 2007 est la 77e élection de Miss France. Elle s’est déroulée le 9 décembre 2006 au Palais des congrès du Futuroscope, près de Poitiers. C'est la deuxième fois que le parc accueille l'élection, après celle de Miss France 1997, et la deuxième fois qu'elle a lieu en Poitou-Charentes.
La cérémonie est diffusée en direct sur TF1 et est présentée pour la 12e année consécutive par Jean-Pierre Foucault. 
Rachel Legrain-Trapani, Miss Picardie, remporte le titre et succède à Alexandra Rosenfeld, Miss France 2006.

## Classement final
| Résultats        | Candidates | Concours internationaux                                                       |
| ---------------- | --- | ----------------------------------------------------------------------------- |
| Miss France 2007 | - Miss Picardie - Rachel Legrain-Trapani | - Non classée lors de Miss Univers 2007 - Non classée lors de Miss Monde 2007 |
| 1re dauphine     | - Miss Limousin - Sophie Vouzelaud | Non classée à Miss International 2007                                         |
| 2e dauphine      | - Miss Réunion - Raïssa Boyer |                                                                               |
| 3e dauphine      | - Miss Paris - Krystel Norden |                                                                               |
| 4e dauphine      | - Miss Aquitaine - Lyse Ruchat |                                                                               |
| Top 12           | - Miss Côte d'Azur - Élodie Robert (5e dauphine) - Miss Martinique - Vanessa Aimée (6e dauphine) - Miss Berry-Val de Loire - Nadège Dabrowski - Miss Alsace - Stéphanie Wawrzyniak - Miss Île-de-France - Rebecca Andry - Miss Pays de Loire - Christine Rambaud - Miss Rhône-Alpes - Émilie Arrault |                                                                               |

### Prix attribués
| Prix                                  | Candidates                                     |
| ------------------------------------- | ---------------------------------------------- |
| Prix du Charme pétillant Raoul Collet | Miss Bourgogne - Cécilia Martin                |
| Prix de la Sympathie                  | Miss Albigeois Midi-Toulousain - Ellyn Bermejo |
| Prix de la Beauté Air Mauritius       | Miss Quercy-Rouergue - Laurie Lastra           |
| Prix Louis de Fontenay                | Miss Artois-Hainaut - Élodie Prudhomme         |
| Prix de l'Elégance Nicolas Fafiotte   | Miss Rhône-Alpes - Émilie Arrault              |
| Prix de l'Exotisme                    | Miss Guadeloupe - Safia Randal                 |
| Prix du défilé Ugo Zaldi              | Miss Lorraine - Anaïs Piquée                   |

## Ordre d'annonce des finalistes
| 1. Miss Réunion 2. Miss Île-de-France 3. Miss Limousin 4. Miss Picardie 5. Miss Côte d'Azur 6. Miss Martinique 7. Miss Berry-Val de Loire 8. Miss Paris 9. Miss Alsace 10. Miss Pays de Loire 11. Miss Aquitaine 12. Miss Rhône-Alpes | 1. Miss Aquitaine 2. Miss Limousin 3. Miss Paris 4. Miss Picardie 5. Miss Réunion |

## Préparation
Le voyage de préparation des candidates a lieu à l'Île Maurice,.
L'élection se tient au Palais des congrès du Futuroscope, dans le parc du même nom situé sur la commune de Chasseneuil-du-Poitou, près de Poitiers. C'est la deuxième fois que le parc accueille l'élection de Miss France, après l'élection de Miss France 1997. Il a également accueilli l'élection de Miss France 2025.

## Déroulement de la cérémonie
Les candidates ouvrent la cérémonie en robe. Leurs portraits sont ensuite diffusés par groupes de 15, chaque groupe prenant par à un tableau qui rend hommage à une ou des femmes célèbres : les James Bond girls, Geneviève de Fontenay et Marylin Monroe. 
Les candidates participent toutes au défilé en costume régional, puis au défilé en maillot de bain, après quoi a lieu la sélection des 12 demi-finalistes. Celles-ci défilent en robe, accompagnées de Gérard Darmon qui chante sa version de Mambo Italiano. Elles sont ensuite interrogées par Jean-Pierre Foucault. Sophie Vouzelaud, Miss Limousin, est sourde. Durant l'interview des 12 finalistes, son interprète en langue des signes ne la comprenait pas. Elle prit donc le micro de Jean-Pierre Foucault pour montrer qu'elle pouvait se faire comprendre. En outre, l'interview des 12 demi-finalistes est perturbé par le désordre des fiches de l'animateur.
Les 12 demi-finalistes prennent également part au défilé en bikini, puis les 5 finalistes sont appelées. Elles défilent en robe de soirée, accompagnées du chanteur Josh Groban, et sont chacune interrogées par un membre du jury. La cérémonie se termine par le couronnement de Rachel Legrain-Trapani et la désignation de ses dauphines.
Alexandra Rosenfeld ainsi que la troupe du Moulin-Rouge prennent part à un tableau de French cancan durant la cérémonie.

## Jury
| Membre | Membre                                 | Notes                       |
| ------ | -------------------------------------- | --------------------------- |
|        | Michel Sardou (président du jury)      | Chanteur                    |
|        | Muriel Robin (vice-présidente du jury) | Humoriste                   |
|        | Natacha Amal                           | Comédienne                  |
|        | Gérard Darmon                          | Acteur et chanteur          |
|        | Liane Foly                             | Chanteuse                   |
|        | Jean-Claude Jitrois                    | Créateur de mode            |
|        | Cindy Fabre                            | Miss France 2005            |
|        | Linda Hardy                            | Miss France 1992 et actrice |
|        | Titoff                                 | Humoriste et acteur         |

## Candidates
| Région                         | Nom                     | Âge    | Taille | Résidence                | Élue à               |
| ------------------------------ | ----------------------- | ------ | ------ | ------------------------ | -------------------- |
| Miss Albigeois Midi-Toulousain | Ellyn Bermejo           | 23 ans | 1,77 m | Montans                  | Lisle-sur-Tarn       |
| Miss Alsace                    | Stéphanie Wawrzyniak    | 20 ans | 1,75 m | Wittenheim               | Dessenheim           |
| Miss Aquitaine                 | Lyse Ruchat             | 20 ans | 1,73 m | Villenave-d'Ornon        | Bergerac             |
| Miss Artois-Hainaut            | Élodie Prudhomme        | 21 ans | 1,76 m | Escaudain                | Saint-Amand-les-Eaux |
| Miss Auvergne                  | Stéphanie Riou          | 22 ans | 1,73 m | Lempdes                  | Cébazat              |
| Miss Berry-Val de Loire        | Nadège Dabrowski        | 20 ans | 1,75 m | Saint-Cyr-sur-Loire      | Deols                |
| Miss Bourgogne                 | Cécilia Martin          | 20 ans | 1,74 m | Chalon-sur-Saône         | Chalon-sur-Saône     |
| Miss Bretagne                  | Charline Leray          | 20 ans | 1,75 m | Lusanger                 | Châteaubriant        |
| Miss Calédonie                 | Alexandra Lambert-Gimey | 23 ans | 1,72 m | Lyon                     | Nouméa               |
| Miss Champagne-Ardenne         | Ophélie Mouchené        | 24 ans | 1,74 m | Montcy-Notre-Dame        | Épernay              |
| Miss Comminges-Pyrénées        | Aurélia Gasc            | 21 ans | 1,74 m | Bonrepos-sur-Aussonnelle | Saint-Gaudens        |
| Miss Corse                     | Audrey Pillot           | 18 ans | 1,77 m | Carbuccia                | Porticcio            |
| Miss Côte d'Azur               | Élodie Robert           | 22 ans | 1,73 m | Roquebrune-Cap-Martin    | Menton               |
| Miss Dauphiné                  | Lauriane Jaud           | 19 ans | 1,75 m | Montélimar               | Montélimar           |
| Miss Flandre                   | Justine Bedel           | 20 ans | 1,73 m | Dunkerque                | Saint-Pol-sur-Mer    |
| Miss Franche-Comté             | Noémie Marguet          | 19 ans | 1,72 m | Saint-Vit                | Port-sur-Saône       |
| Miss Gascogne                  | Céline Fueyo            | 22 ans | 1,75 m | Auch                     | Eauze                |
| Miss Guadeloupe                | Safia Randal            | 18 ans | 1,76 m | Petit-Bourg              | Le Gosier            |
| Miss Guyane                    | Glawdys Epailly         | 20 ans | 1,75 m | Montsinéry-Tonnegrande   | Matoury              |
| Miss Île-de-France             | Rebecca Andry           | 20 ans | 1,79 m | Paris                    | Bourron-Marlotte     |
| Miss Languedoc                 | Stéphanie Pomares       | 20 ans | 1,76 m | Lattes                   | Carnon               |
| Miss Limousin                  | Sophie Vouzelaud        | 19 ans | 1,79 m | Saint-Junien             | Landouge             |
| Miss Lorraine                  | Anaïs Piquée            | 19 ans | 1,80 m | Épinal                   | Villerupt            |
| Miss Martinique                | Vanessa Aimée           | 20 ans | 1,75 m | Fort-de-France           | Fort-de-France       |
| Miss Mayotte                   | Karida Salim            | 21 ans | 1,70 m | Angers                   | Koungou              |
| Miss Normandie                 | Clémence Preudhomme     | 22 ans | 1,82 m | Gerville                 | Valognes             |
| Miss Orléanais                 | Valentine Maurel        | 21 ans | 1,77 m | Saint-Firmin-sur-Loire   | Montargis            |
| Miss Paris                     | Krystel Norden          | 24 ans | 1,76 m | Chilly-Mazarin           | Paris                |
| Miss Pays de Loire             | Christine Rambaud       | 19 ans | 1,82 m | Saint-Barthélemy-d’Anjou | Cholet               |
| Miss Pays de Savoie            | Charlotte Viandaz       | 18 ans | 1,74 m | Meythet                  | Sevrier              |
| Miss Picardie                  | Rachel Legrain-Trapani  | 18 ans | 1,72 m | Saint-Quentin            | Saint-Quentin        |
| Miss Poitou-Charentes          | Carine Bissirier        | 21 ans | 1,72 m | Poitiers                 | Soubise              |
| Miss Provence                  | Stéphanie Gros          | 24 ans | 1,75 m | Les Issambres            | Les Issambres        |
| Miss Quercy-Rouergue           | Laurie Lastra           | 19 ans | 1,73 m | Montauban                | Rodez                |
| Miss Réunion                   | Raïssa Boyer            | 19 ans | 1,75 m | Sainte-Marie             | Saint-Denis          |
| Miss Rhône-Alpes               | Émilie Arrault          | 24 ans | 1,75 m | Saint-Symphorien-d’Ozon  | Saint-Étienne        |
| Miss Tahiti                    | Tehere Pere             | 21 ans | 1,71 m | Pirae                    | Papeete              |

### Classement

#### Deuxième tour
Le jury et le public choisissent les cinq finalistes.
Résultat : classement du jury et du public:
| Miss                    | Public | Jury | Total |
| ----------------------- | ------ | ---- | ----- |
| Miss Réunion            | 11     | 11   | 22    |
| Miss Limousin           | 12     | 10   | 22    |
| Miss Paris              | 10     | 8    | 18    |
| Miss Picardie           | 5      | 12   | 17    |
| Miss Aquitaine          | 8      | 9    | 17    |
| Miss Côte d'Azur        | 9      | 7    | 16    |
| Miss Martinique         | 6      | 5    | 11    |
| Miss Berry Val de Loire | 7      | 4    | 11    |
| Miss Alsace             | 1      | 6    | 7     |
| Miss Île-de-France      | 3      | 3    | 6     |
| Miss Pays de Loire      | 4      | 2    | 6     |
| Miss Rhône-Alpes        | 2      | 1    | 3     |

#### Troisième tour
Le public et le jury votent à 35/65.
| Candidate      | Public (35 %)[réf. nécessaire] | Jury (65 %) | Résultat Total |
| -------------- | ------------------------------ | ----------- | -------------- |
| Miss Picardie  | 4,5 %                          | 24,75 %     | 28,25 %        |
| Miss Limousin  | 12,25 %                        | 14 %        | 26,25 %        |
| Miss Réunion   | 7 %                            | 16,5 %      | 23,5 %         |
| Miss Paris     | 10,5 %                         | 3,25 %      | 13,75 %        |
| Miss Aquitaine | 2,75 %                         | 6,5 %       | 9,25 %         |

## Observations